# Ike Armstrong
Isaac John „Ike“ Armstrong (* 8. Juni 1895 in Fort Madison, Iowa; † 4. September 1983 in Corona del Mar, Kalifornien) war von 1925 bis 1949 Cheftrainer des American-Football-Teams der University of Utah. Er gewann mit der Mannschaft 13 Conference-Meistertitel und wurde 1957 in die College Football Hall of Fame aufgenommen.

## Leben
Ike Armstrong wurde 1895 in Fort Madison geboren und schloss 1923 ein Studium an der Drake University in Des Moines ab, an der er von 1920 bis 1922 auch als Fullback für deren College-Football-Team spielte. Nach dem Ende seines Studiums war er zunächst an der Hochschule als Trainer tätig, bevor er 1925 an die University of Utah wechselte, um die Position des Cheftrainers der Utah Utes zu übernehmen.
In dieser Funktion, in der er bis 1949 tätig war, führte er die Mannschaft in 25 Spielzeiten zu insgesamt 13 Meisterschaften in der Rocky Mountain Athletic Conference beziehungsweise der Mountain States Conference. Der Mannschaft gelangen während dieser Zeit fünf Spielzeiten ohne Niederlage sowie 1938 im Sun Bowl der erste Sieg in einem Bowlspiel der Nachsaison. Die Gesamtbilanz von Ike Armstrong umfasste 141 Siege, 55 Niederlagen und 15 Unentschieden.
Nach seiner Zeit als Trainer der Utah Utes fungierte er von 1950 bis 1963 als Sportdirektor an der University of Minnesota. Im Jahr 1957 wurde er als bisher einziger Trainer oder Spieler in der Geschichte der University of Utah in die College Football Hall of Fame aufgenommen. Er starb 1983 in Corona del Mar infolge einer Lungenentzündung.